# Hyalobathra micralis
Hyalobathra micralis là một loài bướm đêm trong họ Crambidae.